# Giuseppe Pollio

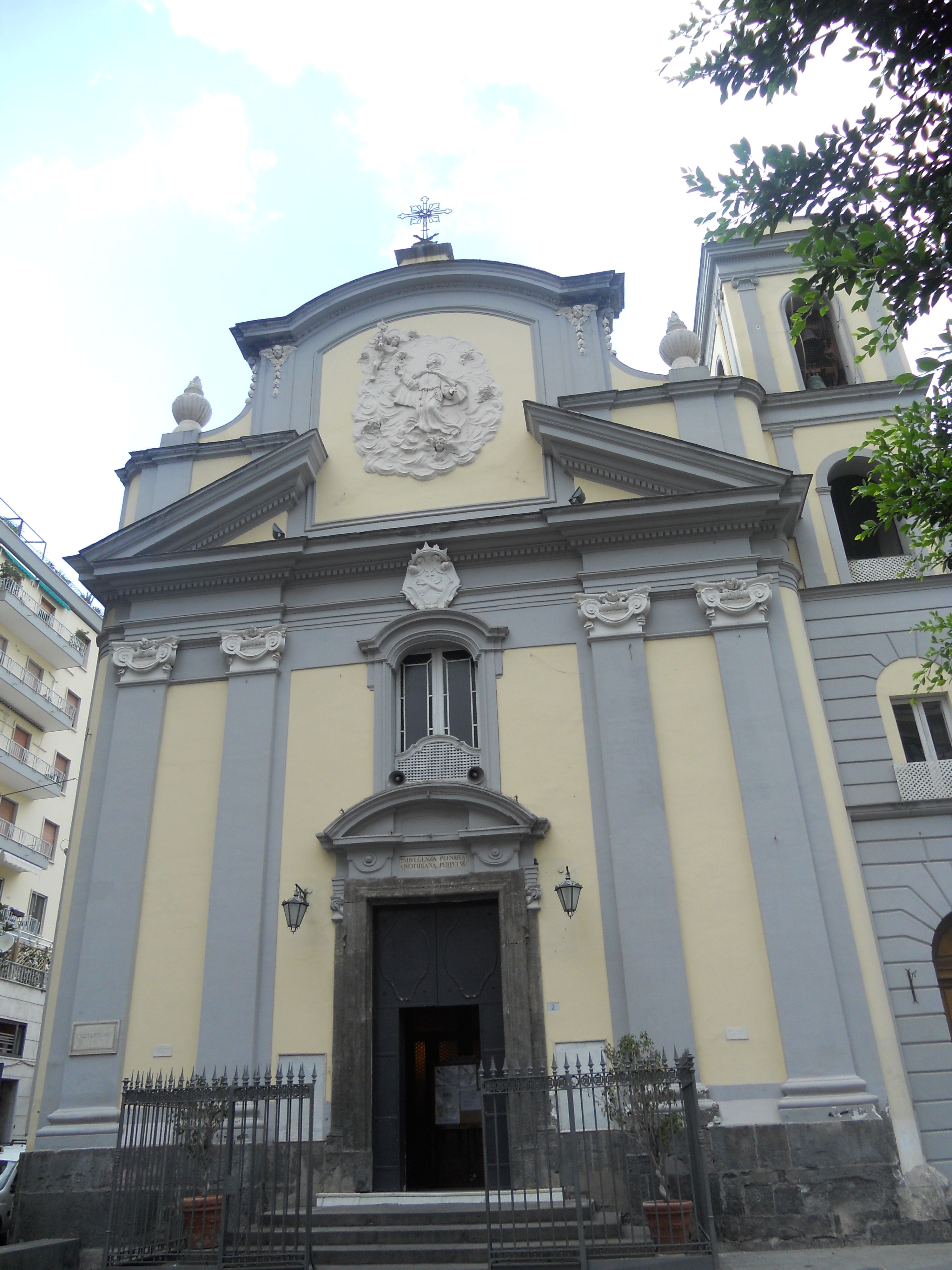
Esterno della Chiesa di San Pasquale a Chiaia

Giuseppe Pollio (Napoli, XVIII secolo – ...) è stato un ingegnere e architetto italiano.

## Biografia
Della sua formazione non si sa nulla, è operativo dagli anni cinquanta del Settecento a Napoli, in Campania e in Puglia. 
La prima testimonianza è datata 1754 quando, insieme a Giuseppe Astarita, eseguì la stima di una masseria a Scafati per conto dei padri della Chiesa di San Giovanni a Carbonara. Tre anni più tardi, insieme all'Astarita e al Tagliacozzi Canale fu l'autore del coro della Chiesa di San Gregorio Armeno. Interessante fu la sua nomina a membro della commissione di architetti inviati ad esprimere il loro parere riguardo agli interventi da realizzare sulla Basilica della Santissima Annunziata Maggiore, danneggiata dall'incendio. I partecipanti furono: Costantino Manni, Nicola Tagliacozzi Canale, Carlo Galli da Bibbiena, il Nostro, Mario Gioffredo, Giuseppe Astarita, Ferdinando Fuga e Luigi Vanvitelli. Nel 1757 fu attivo come ingegnere camerale con il Tagliacozzi Canale come collaboratori del Fuga per il cantiere del Real Albergo dei Poveri. 
Dagli anni sessanta del secolo è operativo presso le saline di Barletta, alle saline il Pollio ebbe vertenze col Vanvitelli riguardo alle opere da farsi, nei medesimi anni eseguì una perizia per i Domenicani di Verzino e un apprezzo dei terreni a Giugliano in Campania a seguito della morte del duca Domenico Grillo. A Napoli edificò la Chiesa di San Pasquale a Chiaia su progetto dell'architetto Antonio di Carlo di Borbone (uno schiavo napoletano convertitosi all'architettura).
Negli anni settanta fece parte di due importanti commissioni tra cui quella sul parere della cupola della Chiesa del Gesù Nuovo, alla commissione parteciparono oltre al Nostro anche il Vanvitelli, il Fuga, il Gioffredo e l'Astarita. La cupola fu ricostruita come calotta dall'ingegnere Ignazio di Nardo. Nel 1782 risulta con Carlo Vanvitelli e il di Nardo in una perizia per la Regia Camera della Sommaria riguardo ad una fabbrica reale edificata nella zona di Santa Lucia. Nel 1784 operò in Cilento per alcune rettifiche del fiume Tanagro.